# Гершуні Володимир Львович
Володимир Львович Гершуні (18 березня 1930 — 19 вересня 1994, Москва) — російський письменник. Поет-паліндроміст, публіцист, правозахисник.

## Біографія
Народився 18 березня 1930 року у Москві. Все своє дитинство провів у дитячому будинку.
Дядько Володимира Львовича Григорій Гершуні був керівником бойової організації соціалістів-революціонерів.
Після дитячого будинку молодий чоловік опинився під впливом молодіжної антисталінської групи, за що був засуджений спеціальною Особливою нарадою за ст. 58 КК РРФСР на строк 10 років, з відбуванням покарання в Степлагу. Там Володимир Львович познайомився з Олександром Солженіциним, котрому трохи пізніше допомагав у створенні відомого твору «Архіпелаг ГУЛАГ». У цій книзі описані епізоди знущання над Гершуні у концтаборі.
Звільнений з-під варти 1955 року.
Був відомий в літературних колах тогочасної Москви, де й познайомився з майбутніми дисидентами Анатолієм Якобсоном і Григорієм Померанцем.
1965 року бере участь у «мітингу гласності», головним лозунгом якого була вимога гласності суду над заарештованими незадовго до того письменниками Андрієм Синявським та Юлієм Даніелем.
18 жовтня 1969 Гершуні знову заарештовують, висувають обвинувачення відповідно до статті 190-1 КК РРФСР і ув'язнюють у Бутирській тюрмі. За 55-денне голодування Гершуні визнають психічно хворим і направляють на примусове лікування в спеціальну психіатричну лікарню у м. Орел. 1974 року його переводять до Москви, в психіатричну лікарню № 13. Наприкінці 1974 року звільняють.
У період від 1976 до 1982 року опублікував свої твори (більше 200 матеріалів) під псевдонімом В. Львів у періодичних виданнях Москви.
Помер 19 вересня 1994 у Москві.